# Dachkesan (raion)
Daşkəsən est l'une des 78 subdivisions de l'Azerbaïdjan. Sa capitale se nomme Daşkəsən. La superficie totale est de 1046,02 km². La distance entre Dachkassan et Bakou est de 396 km.

## Histoire
Le rayon de Dachkassan  a été fondé en tant que centre administratif le 8 août 1930 et a été nommé Dastafur jusqu'en 1956. En 1963, le statut de rayon a été éliminé et la province de Dachkassan a été fusionnée avec rayon de Khanlar. Cependant, en 1965, il a été divisé à nouveau et Dachkassan a retrouvé son statut de rayon administratif.

## Géographie
Le rayon de Dachkassan partage une frontière de 8 km avec l'Arménie et 24,5 km frontière avec le rayon de Chamkir, 23 km frontière avec le rayon de Kalbajar, 41 km frontière avec le rayon de Gadabay, 56,3 km frontière avec le rayon de Khanlar. Le rayon couvre le plateau Dachkassan de la chaîne de montagnes du Petit Caucase englobant les parties et les pointes des chaînes de Chahdagh et de Mourovdag. Une partie des basses terres de Bachkend-Dastafour tombe également dans le rayon de Dachkassan. Cette partie de la région est riche en craie crétacée.

### Température
Les précipitations annuelles moyennes sont de 600-900 mm. Il pleut surtout pendant le printemps.

### Ressources naturelles
À partir de l'époque soviétique, la région était l'un des centres stratégiques pour l'extraction du minerai de fer, de l'aluminium, du cobalt et du marbre.
Il y a aussi des soi-disant ressorts de traitement contenant de l'eau pure de montagne qui nettoient les organes internes.
- Printemps de Yumurtalı - village de Qabaqtépé;
- Printemps de Narzan - règlement de Youkhari Dachkessen;
- Source de Turchsou - village d'Alaxantchalli;
- Printemps de Guibla -  village de Qabaqtépé;
- Printemps de Gaygui- village de Qabaqtépé
- Printemps de Boyrak - règlement d'Alunitdağ;
- Printemps d’İdris - village d'Amirvar;
- Printemps de Seyid – village de Xochboulag[1].

## Démographie

### Groupes ethniques
Population
- Azéris - 99,5%
- Russes - 0,3%
- Autre -  0,2%

### Religion
- Musulman  - 99,8%
- Autre -  0,2%

### Langue
- Langue azerbaïdjanaise - 100%[3],[4]

## Villes
Il y a une ville, six règlements et 42 villages au rayon de Dahckassan.

## Galerie

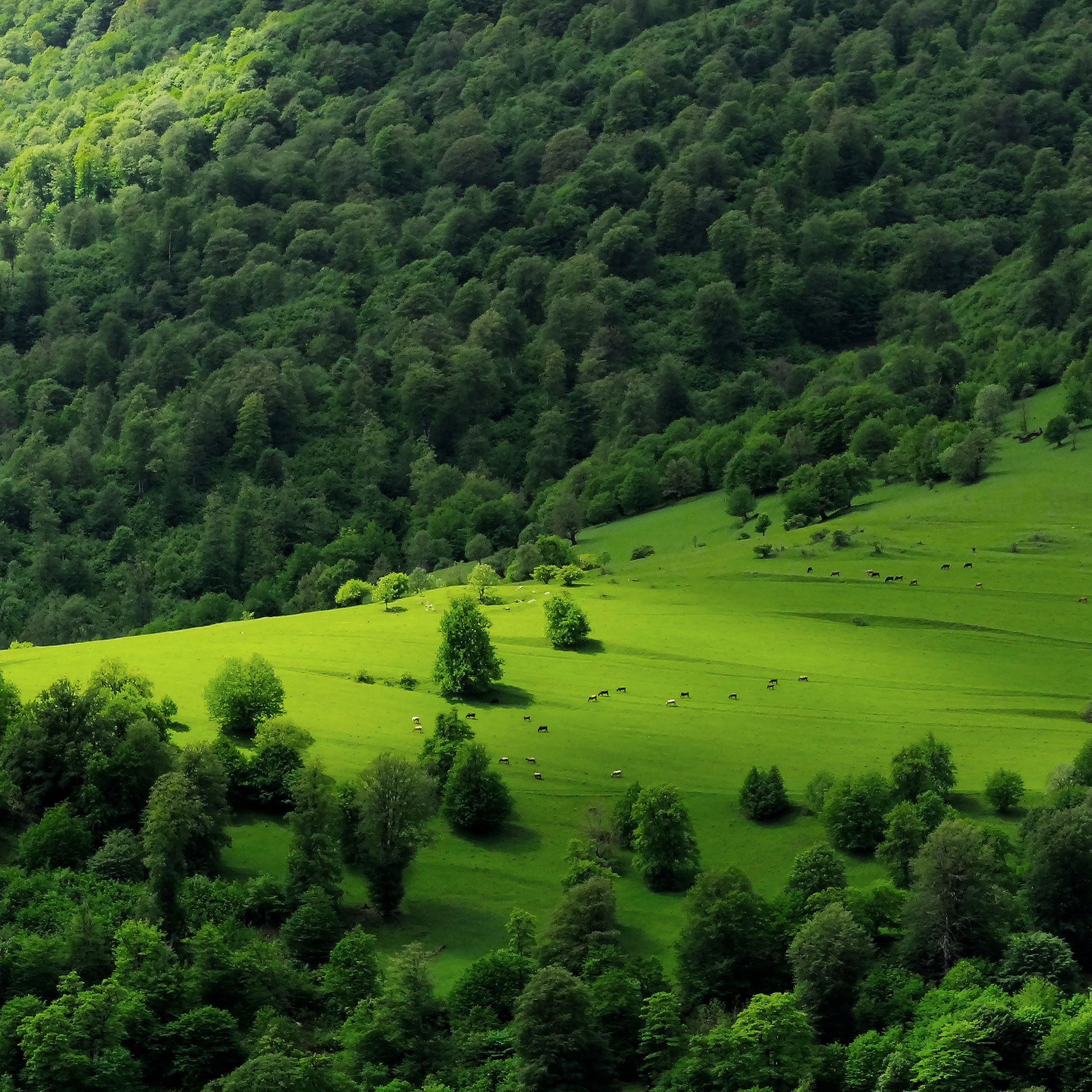
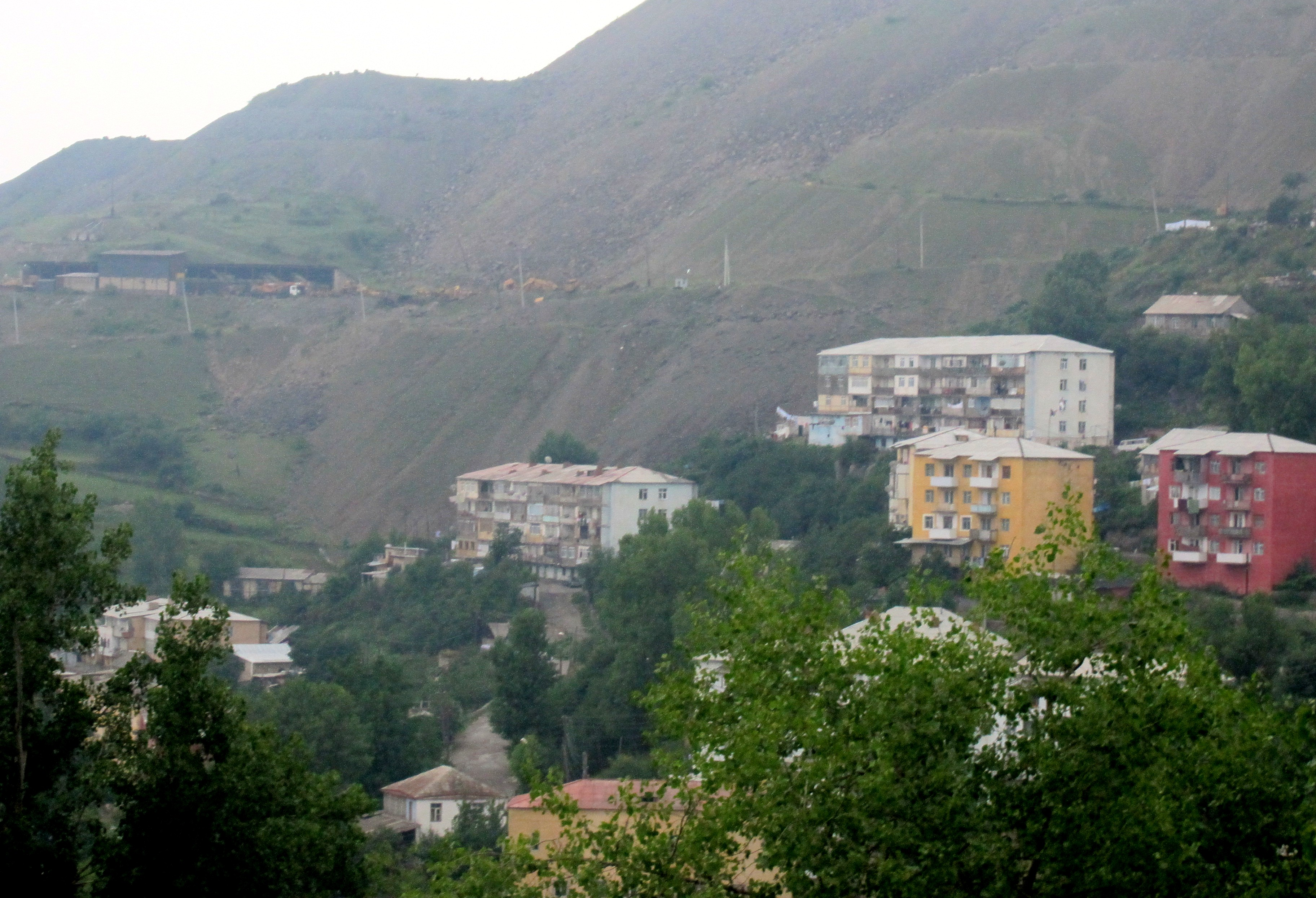
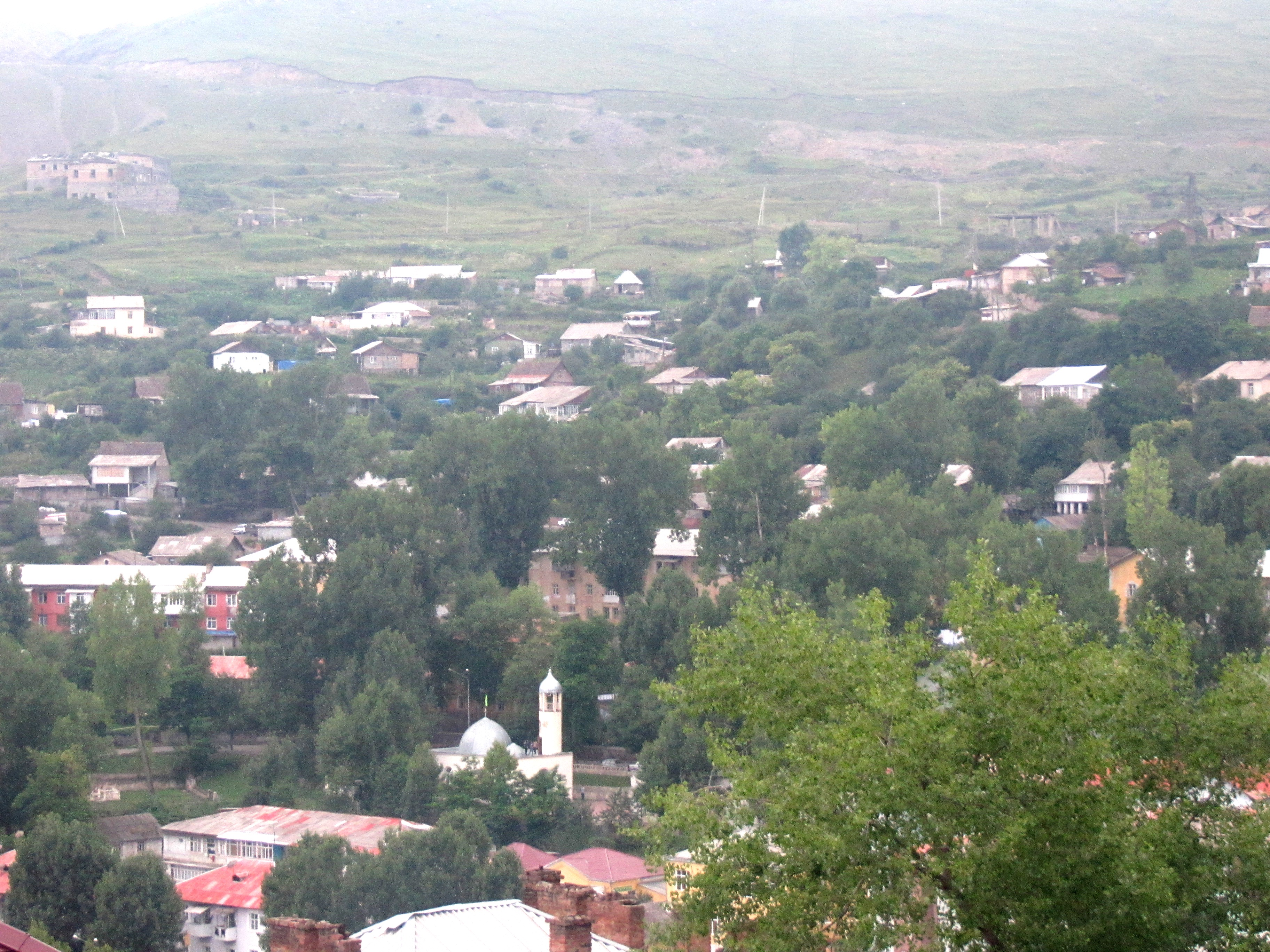
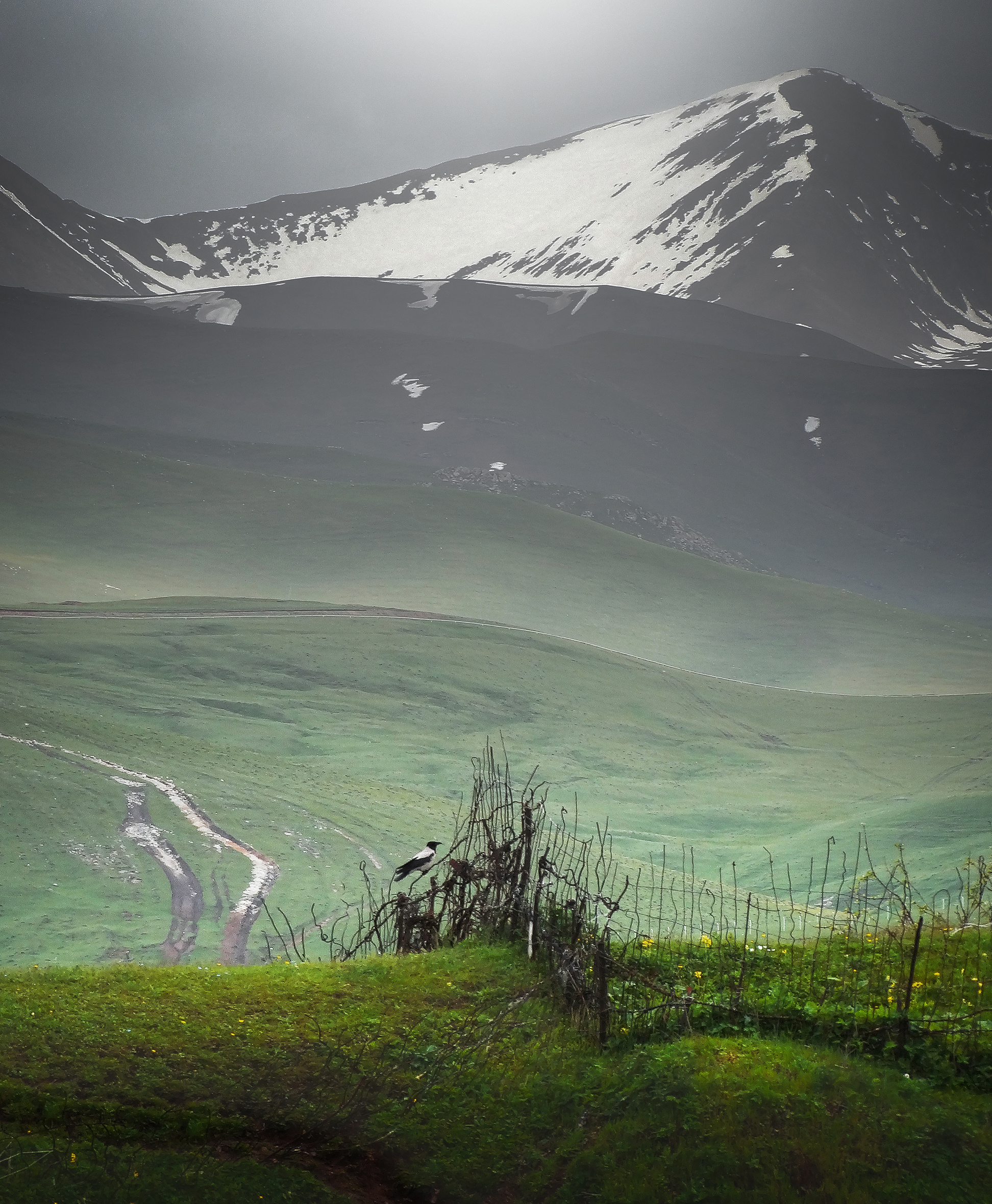